# 戈多維奇
51°12′26″N 24°25′32″E / 51.20722°N 24.42556°E
戈多維奇（烏克蘭語：Годовичі），是烏克蘭的村落，位於該國西部沃倫州，由科韋利區負責管轄，始建於1583年，面積1.35平方公里，海拔高度198米，2001年人口240，人口密度每平方公里177.51人。